# Porsche 935
Porsche 935 – samochód wyścigowy firmy Porsche wytwarzany w latach 1976–1981 na bazie modelu 911. Występował w trzech odmianach: 935 Coupe (1976), 935/77 Coupe (1977) oraz 935/78 Coupe "Moby Dick" (1978)